# Damián Bitar
Damián Santiago Bitar (ur. 12 lutego 1963 w Arroyo Cabral) – argentyński duchowny katolicki, biskup Oberá od 2010.

## Życiorys

### Prezbiterat
Święcenia kapłańskie otrzymał 13 grudnia 1987 i został inkardynowany do diecezji Villa María. Był m.in. ekonomem diecezjalnym, delegatem ds. żeńskich wspólnot zakonnych oraz wikariuszem generalnym diecezji.

### Episkopat
4 października 2008 papież Benedykt XVI mianował go biskupem pomocniczym diecezji San Justo, ze stolicą tytularną Turris Tamalleni. Sakry biskupiej udzielił mu 8 grudnia 2008 biskup José Ángel Rovai.
26 października 2010 został mianowany biskupem diecezji Oberá.